# Kristi Toliver
Pour les articles homonymes, voir Toliver.
Kristi Toliver, née le 27 janvier 1987 à Harrisonburg (Virginie) est une joueuse et entraîneuse de basket-ball américaine naturalisée slovaque.
Son père George Toliver est un ancien arbitre en NBA.

## Biographie
Sortie de la Harrisonburg High School en 2005, dont elle était membre de l’orchestre symphonique, elle est nommée WBCA All-American, elle participe au WBCA High School All-America Game (en) de 2005, où elle marque neuf points.
Elle s'impose à l'Université du Maryland, où elle est reconnue pour sa maîtrise des situations cruciales, comme quand encore freshman, elle marque un tir à 3 points décisif en prolongation contre Duke qui permet la conquête du titre NCAA 2006.
Lors de la draft WNBA 2009, les Chicago Sky la sélectionnent en 3e choix. Après sa saison rookie au Sky, elle est transférée aux Sparks de Los Angeles juste avant le début de saison 2010. Pour la saison 2012, elle intègre le cinq majeur, où elle s'impose comme une des joueuses les plus performantes de l'équipe; fin août 2012, elle est nommée joueuse de la semaine: 3 victoires, meilleure scoreuse de la conférence ouest (25,3 points), seconde à la réussite à trois points (13 sur 21), seconde aux interceptions (2,0), quatrième aux passes décisives (4,3) à l'adresse aux tirs (57,1 %).
En 2012, ses 17,5 points, 4,9 passes, 3,2 rebonds et 1,3 interception font d'elle, la joueuse ayant le plus progressé. Son adresse de 49,1 % et son temps de jeu (31,5 minutes) sont ses plus fortes moyennes en carrière. Du 5 juillet au 2 septembre, elle établit une série de 11 rencontres consécutives à plus de 10 points, avec toutes les rencontres du mois d'août à plus 20, ce qui lui vaut d'être désignée joueuse WNBA de la conférence ouest du mois d'août.
De retour en WNBA après un début de saison consacré à l'Euro 2015, elle permet aux Sparks de décrocher ses premiers succès de la saison 2015 avec notamment 43 points (15 tirs réussi sur 24), devenant la 13e joueuse de WNBA à inscrire plus de 40 points dans une rencontre de saison régulière.
Les Sparks remportent le titre de champion de la saison WNBA 2016.
Lors du WNBA All-Star Game 2018, elle inscrit 23 points dont 7 paniers à trois points, première joueuse à atteindre ce total de paniers primés.

## Europe
En Europe, elle joue en 2009-2010 à Raanana Hertzeliya (Israël), puis finit la saison en Hongrie au MKB Euroleasing Sopron. En 2010-2011, on la retrouve en Turquie au Samsun. Pendant l'été 2012, elle resigne pour une seconde saison au ŽBK Dynamo Moscou, qui doit disputer l'Eurocoupe. Puis elle joue trois saisons au Dynamo Moscou.
En octobre 2014, désormais considérée joueuse communautaire, elle s'engage pour l'autre club russe d'UMMC Iekaterinbourg où joue déjà sa coéquipière WNBA Candace Parker.
Elle remporte l'Euroligue 2016 avec UMMC Iekaterinbourg, qui dispose 72 à 69 d'Orenburg.

### Équipe nationale
Elle est naturalisée slovaque en mai 2014 dans l'optique de participer aux qualifications du championnat d'Europe 2015, où elle inscrit en moyenne 8,5 points, 3,0 rebonds et 6,0 passes décisives.
Malgré une dernière victoire 84 à 62 (23 points et 7 passes pour Toliver) face à la Croatie au second tour, la Slovaquie est devancée au goal average par la Serbie et ne se qualifie pas pour les quarts de finale.

## Entraîneuse
En octobre 2018, elle rejoint le staff de l'équipe des Wizards de Washington comme assistante de Scott Brooks chargée du développement des joueurs, devenant l'une des rares femmes assistantes en NBA.

## Palmarès
- Vainqueur de l'Euroligue 2016[17]  et 2018[21].
- Championne WNBA 2016[12]

## Distinctions personnelles
| - Championne NCAA (2005–06) - ACC Champion (2008–09) - ACC Player of the Year (2008–09) - ACC Preseason Player of the Year (2009) - Preseason Wade Trophy Candidate (2006–07, 2007–08, 2008–09), - Finaliste du State Farm Wade Trophy (2007–08, 2008–09), - Preseason Naismith Award Candidate (2006–07, 2007–08, 2008–09), - Midseason Naismith Award Candidate (2007–08, 2008–09), - Wooden Award Preseason Candidate (2007–08, 2008–09), - Wooden Award Midseason Candidate (2007–08, 2008–09), - Finaliste du Wooden Award (2007–08, 2008–09), - WBCA All-American (2008, 2009), - Associated Press All-American 2nd team (2008) - Associated Press All-American 1st team (2009) - Associated Press Preseason All-American (2009) - USBWA All-American (2008, 2009), - Wooden Award All-American Team (2009) | - Sports Illustrated All-American 1st Team (2008) - ESPN.com Second Team All-American (2008, 2009), - CBS Sportsline.com Second Team All-American (2008, 2009) - Lowe's All-Senior All-American 1st Team (2009) - Finaliste du Lowe's Senior CLASS Award (2009) - Vainqueur du Nancy Lieberman Award (2008) - Finaliste du Nancy Lieberman Award (2007, 2008, 2009), - First Team All-ACC (2008, 2009), - Third Team All-ACC (2007) - Preseason WNIT Most Valuable Player (2007–08) - Preseason WNIT Champion (2007–08) - NCAA Final Four All-Tournament Team (2006) - NCAA Albuquerque All-Tournament Team (2006) - Terrapin Classic All-Tournament Team (2006) - ACC All-Freshman Team (2006) - ACC Player of the Week (19/11/07, 11/02/08) - ACC Rookie of the Week (26/01/06, 6/02/06 [co]) - WNBA Player of the week (27/08/2012) - Joueuse ayant le plus progressé de la saison WNBA 2012 - Sélection au WNBA All-Star Game 2013, 2018 et 2019. - Second meilleur cinq de la WNBA (2012) |